# Філіппо Пароді
Філіппо Пароді ( італ. Filippo Parodi 1630, Генуя — 22 липня, 1702, Генуя ) — італійський скульптор доби бароко, працював у місті Генуя.

## Біографія, ранні роки
Народився у місті Генуя. Походив з родини скульптора. Збережені відомості, що починав як скульптор-різьбяр з деревини, котру потім ґрунтували та золотили. Це підтверджують і збережені дерев'яні скульптури в музеях Генуї.
Першим впливовим радником митця почтківця став художник Доменіко Піола (1627-1703), що сприяв отриманню низки замов від аристократів міста та підтримував Пароді в прагненні стати скульптором.

## Стажування в Римі
Бажання стажуватися в галузі скульптури підтримала сестра Філіппо і надала йому гроші. Перебування скульптора в Римі підтримував грошима генуезький дож Франческо Марія Саулі, що став меценатом скульптора з Генуї.
Він прибув у Рим і став помічником у великій скульптурній майстерні Лоренцо Берніні. Окрім вивчення творів Лоренцо Берніні, Філіппо Пароді вивчав також твори суперників Берніні, серед котрих був Алессандро Альгарді.

## Співпраця з французом Пюже
Ще 1661 року розпочалась його співпраця з французьким скульптором П'єром Пюже. Останній працював у місті Генуя в період 1661-1666 років.

## Твори зрілого періоду
В зрілий період творчості Фііліппо Пароді остаточно перейшов на створення скульптур з мармуру.
Серед відомих творів у Генуї — скульптура у повний зріст «Іван Хреститель». виконана по замові генуезького дожа Франческо Марія Саулі.
В Генуї розпочався найбільш плідний період митця. Він працював по замовам церковних громад міста, створив фонтанну скульптуру «Геркулес», декоративні скульптури для палаців міста (чотири скульптури для палаццо Реале, Генуя («Венера», «Адоніс», «Гіацинт», «Клітія»)) та для каплиці палацу Реале. Серед замов, що отримав з інших міст — надгробок для єпископа Франческо Морозіні, (Венеція, церква Сан Ніколо да Толентіно). В творчому доробку скульптора — скульптури чотирьох апостолів для церкви італійців в місті Лісабон. 

## Смерть
Помер в місті Генуя. Поховання відбулось в церкві св. Теодоро.

## Учні скульптора
- Андреа Брустолон (1662-1732)
- Анжело де Россі (1671-1715)
- Джакомо Антоніо Понсонеллі (1654-1735)
- Бернардо Скьяфіно (1678-1725)
- Франческо Марія Скьяфіно (1688-1763)
- Франческо Біггі
- Доменіко Гарібальдо

## Обрані твори (неповний перелік)
- «Екстаз св. Марфи»
- «Іван Хреститель»
- «Мадонна з немовлям»
- Фонтан «Геркулес»

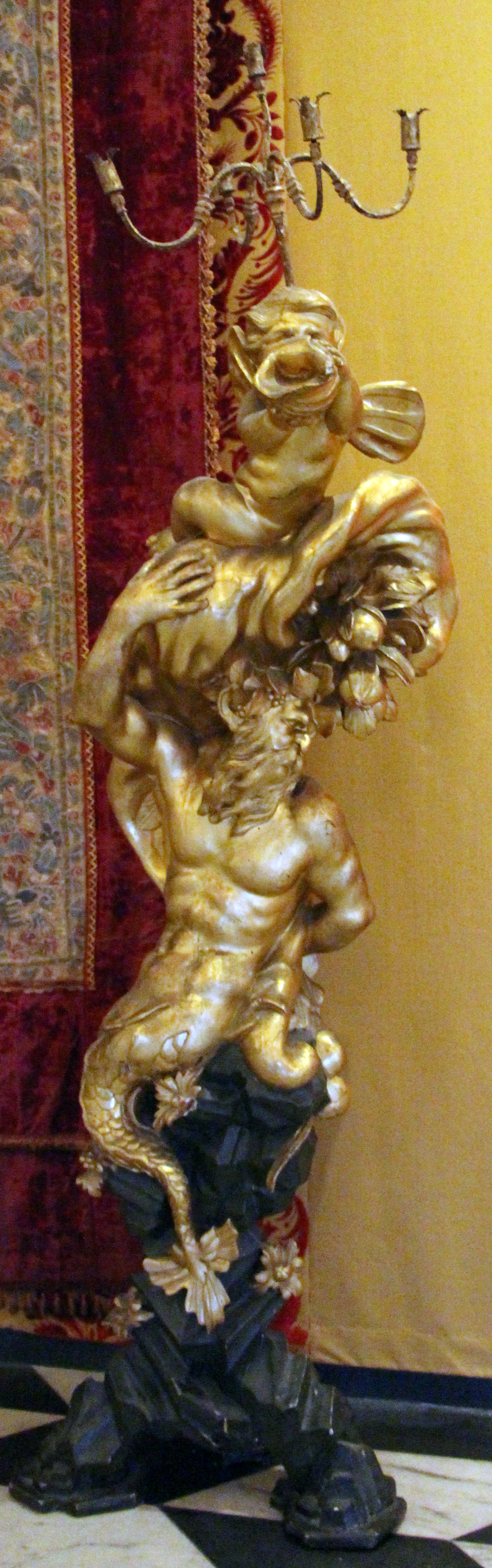
Філіппо Пароді. «Тритон з путті, що грає в трубу», Вілла Прінчіпе, Генуя.

- «Мадонна непорочного зачаття», мармур, 1660-і рр.
- Різьблена рама картини з Меркурієм
- «Христос біля колони», мармур, 1679 р, каплиця палацу Реале, Генуя
- «Оплакування Христа», теракота, 1686 р.
- «Алегорія істини», 1694 р, мармур, погруддя
- «Алегорія недоліку», 1694 р, мармур, погруддя
- Св. Панкратій, Церква св. Панкратія. Генуя
- «Хлопчик з черепом», Ермітаж, Санкт-Петербург
- «Алегорія зими», серія «Сезони», музей мистецтв Клівленда
- «Надгробок єпископа Франческо Морозіні», Венеція, церква Сан Ніколо да Толентіно

- Чотири апостоли для церкви італійців у місті Лісабон (Марко, Філіп, Фаддей, Матвій )
- Декоративне погруддя «Римський імператор Вітеллій»

## Обрані твори (галерея фото)

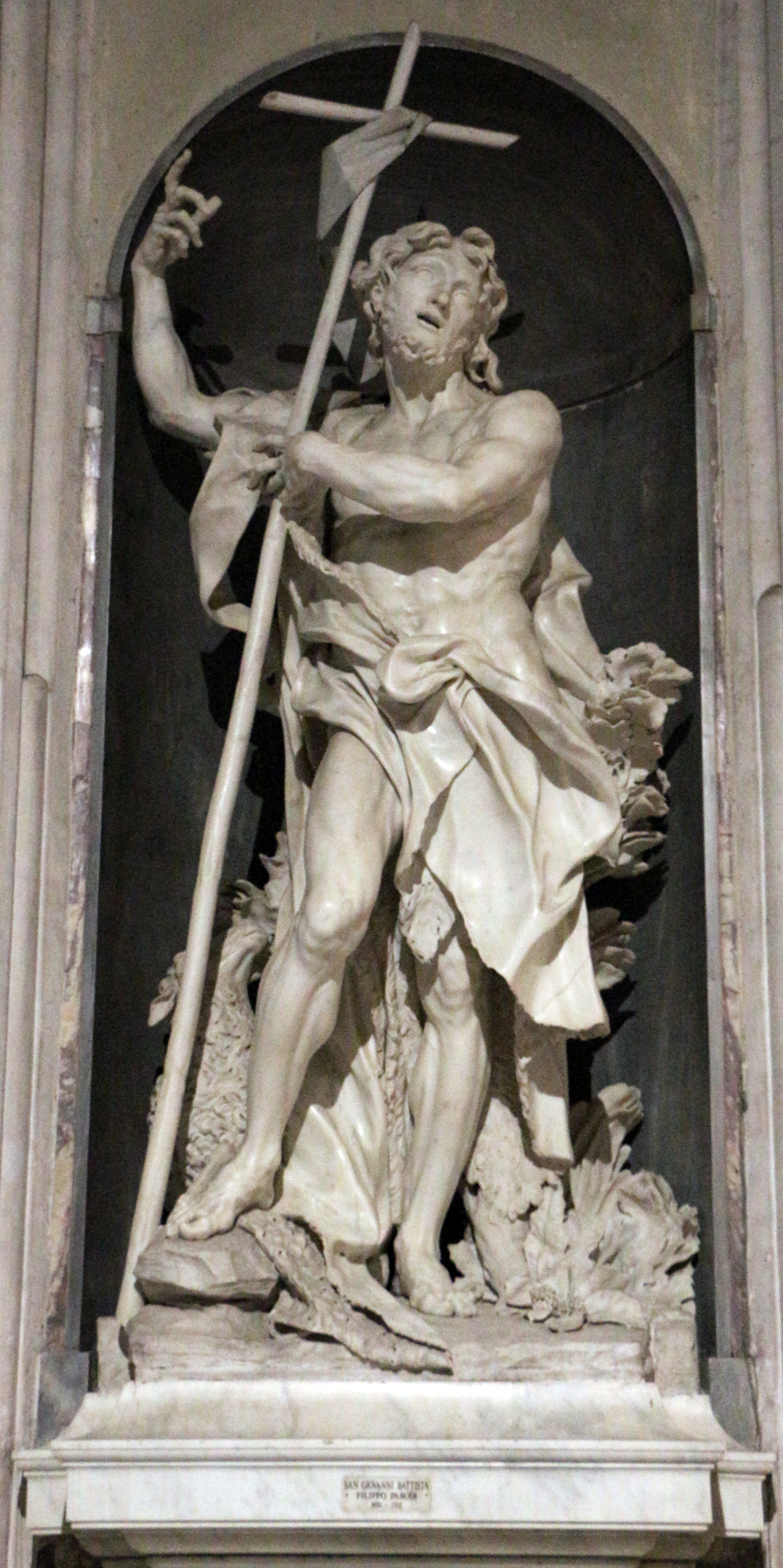
Філіппо Пароді. «Іван Хреститель». Церква Санта Марія Ассунта ді Каріньяно

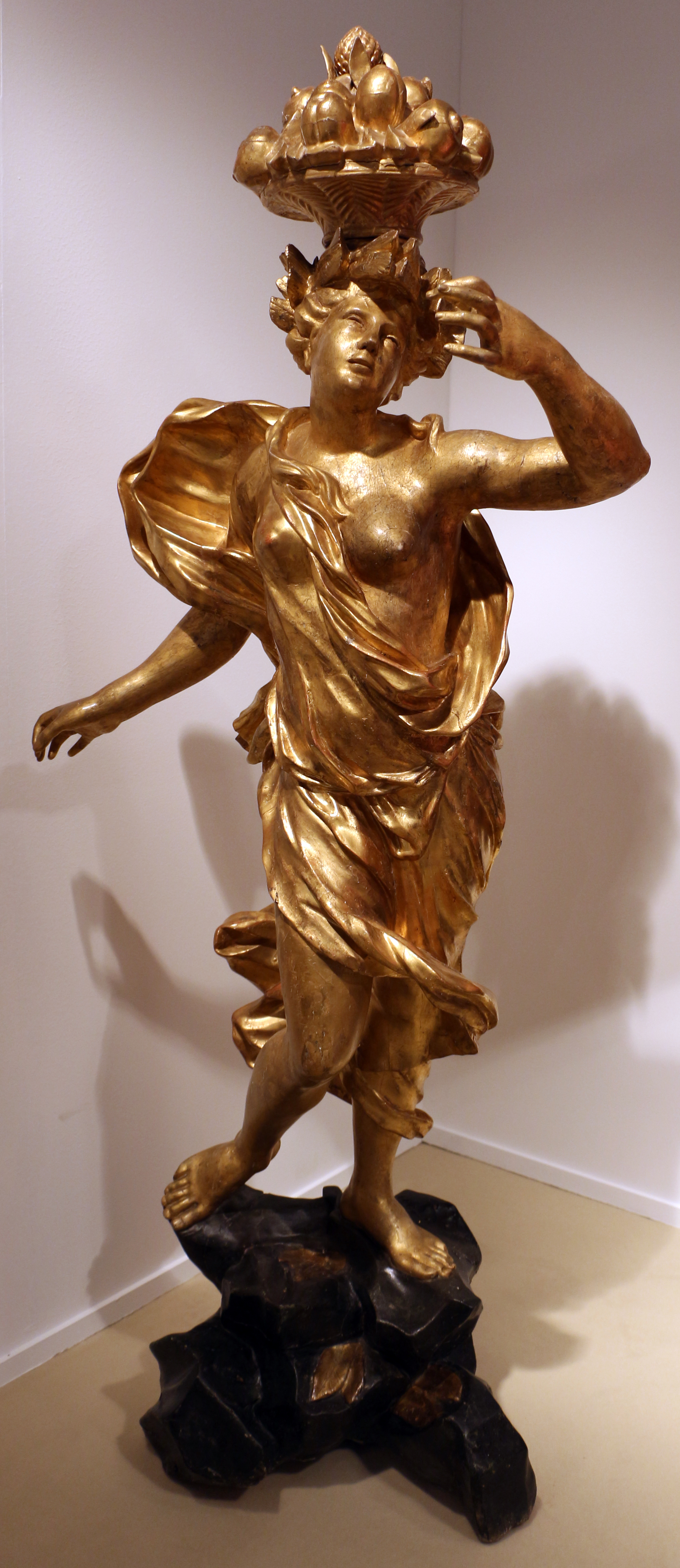
Філіппо Пароді. «Алегорія літа», деревина, золочення
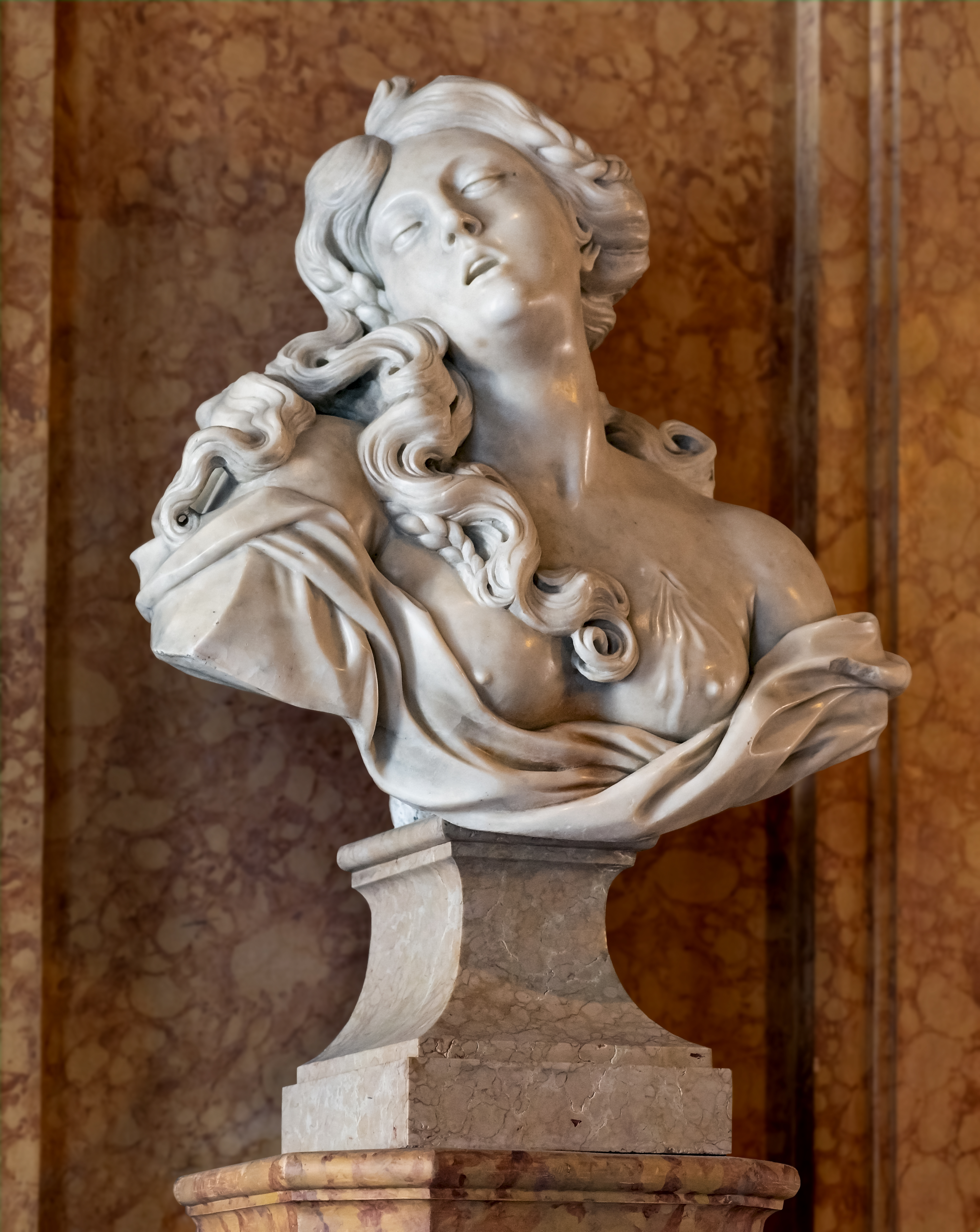
Філіппо Пароді. «Самогубство Лукреції». Венеція, Ка'Реццоніко
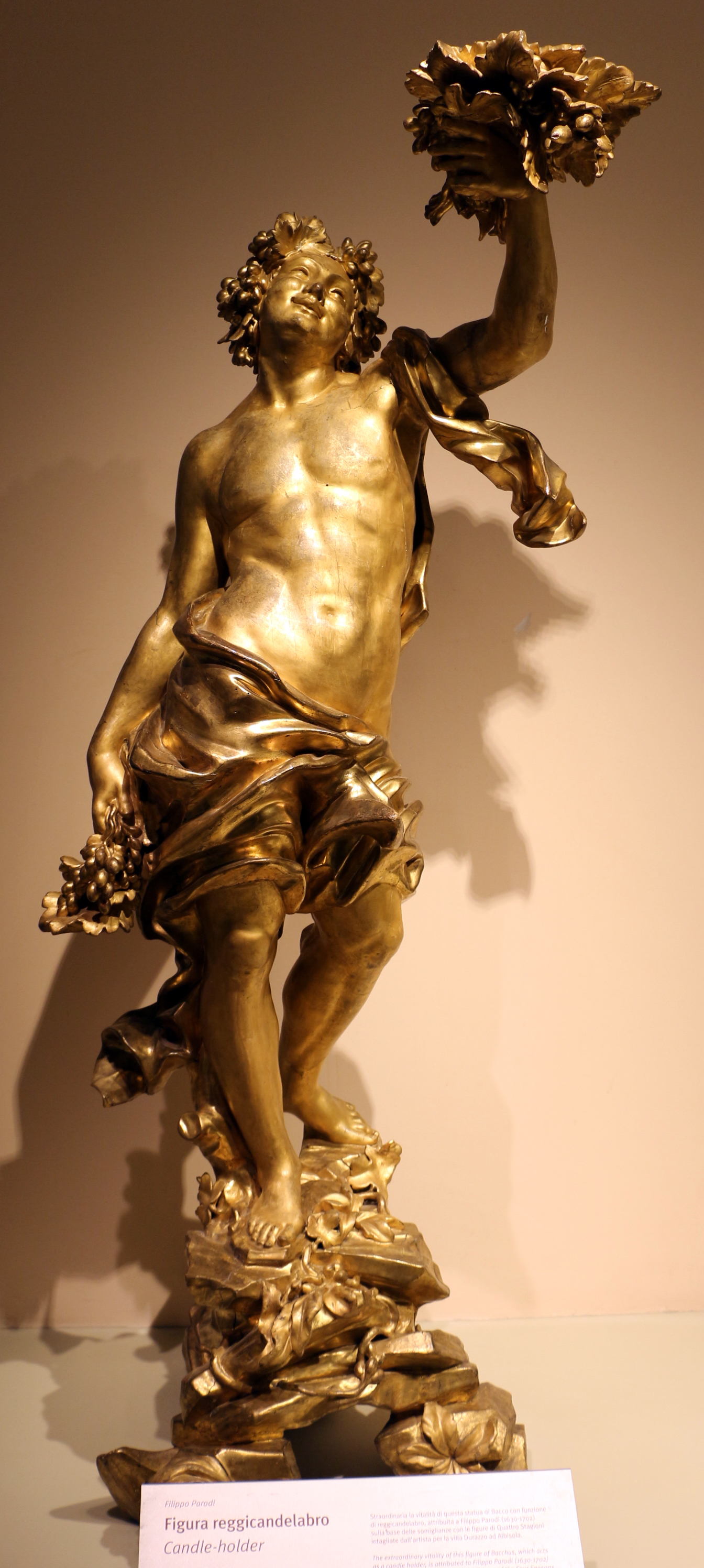
Філіппо Пароді. «Янгол з канделябром», деревина, золочення, Музей меблів, Мілан
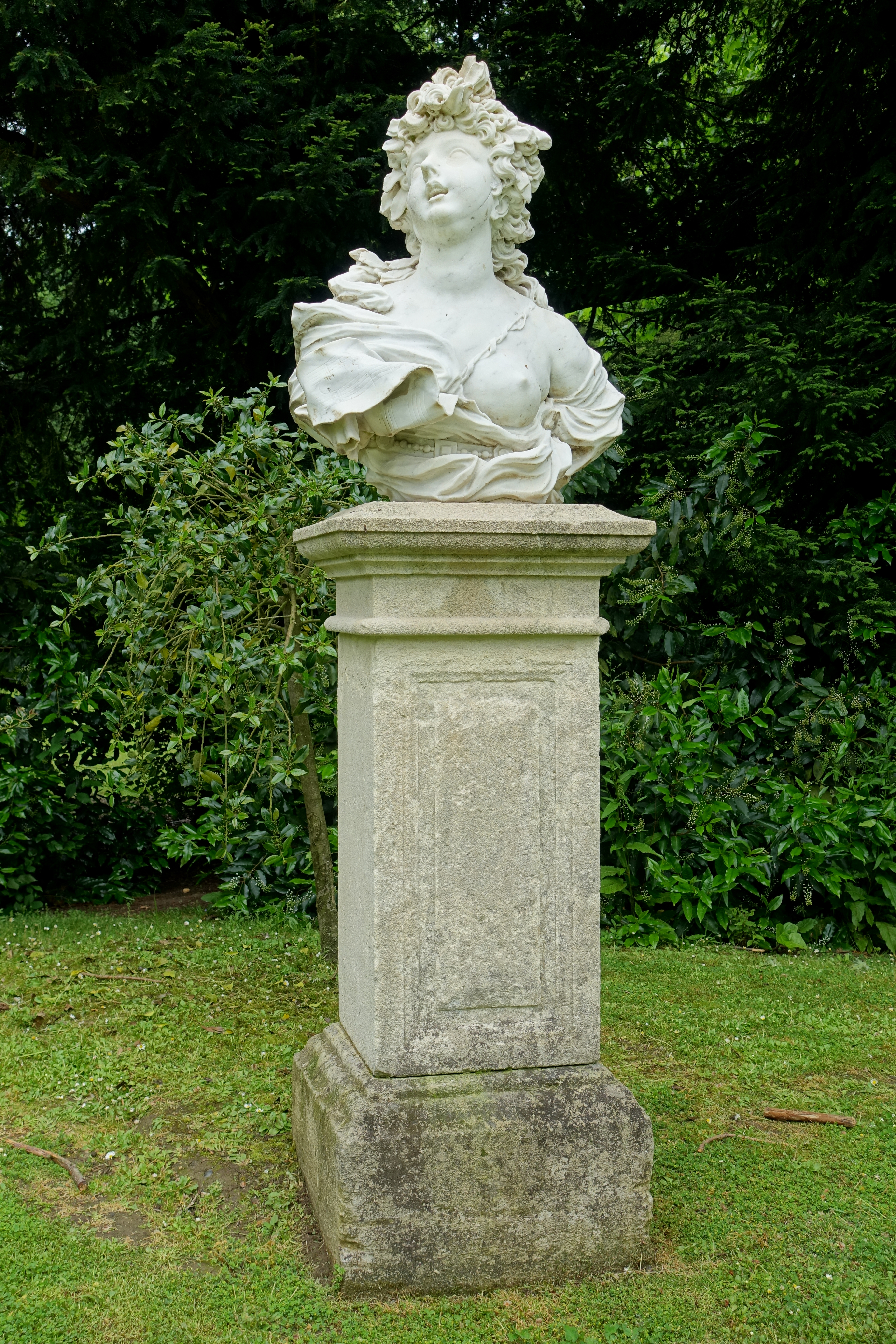
Філіппо Пароді. «Муза Ерато», покровителька еротичної поезії
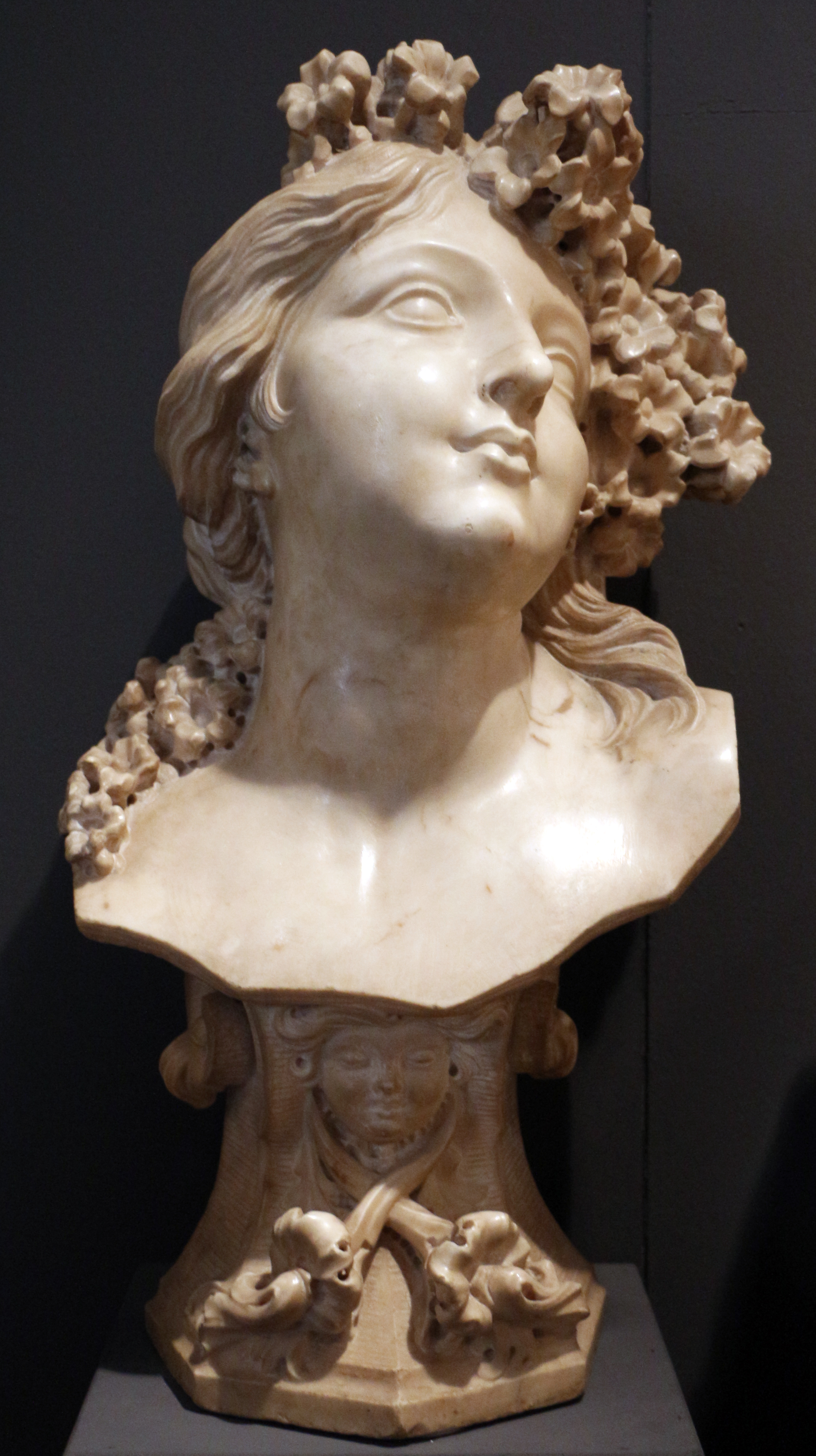
Філіппо Пароді. «Алегорія весни»
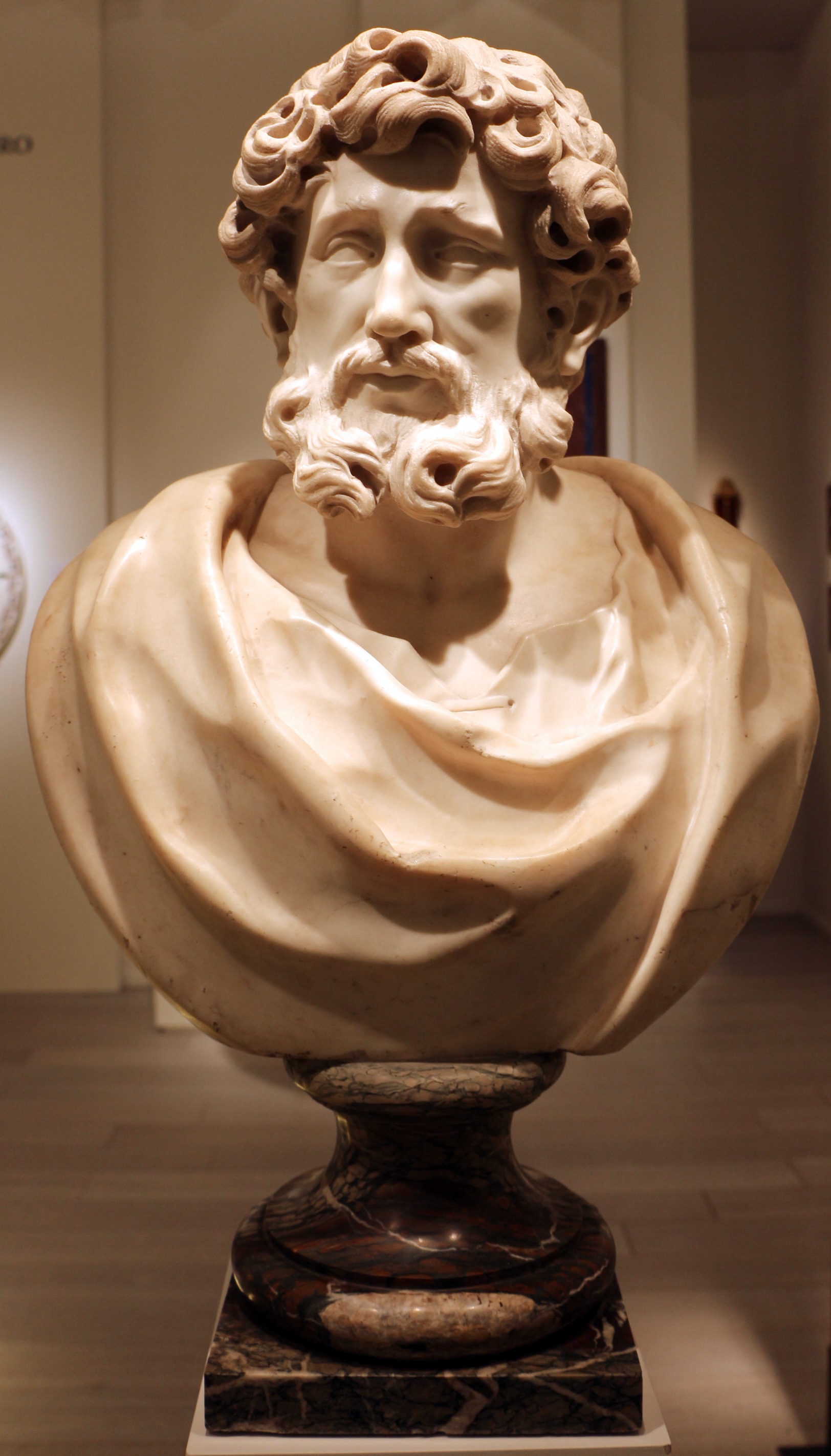
Філіппо Пароді. Декоративне погруддя філософа